# André Chantemesse

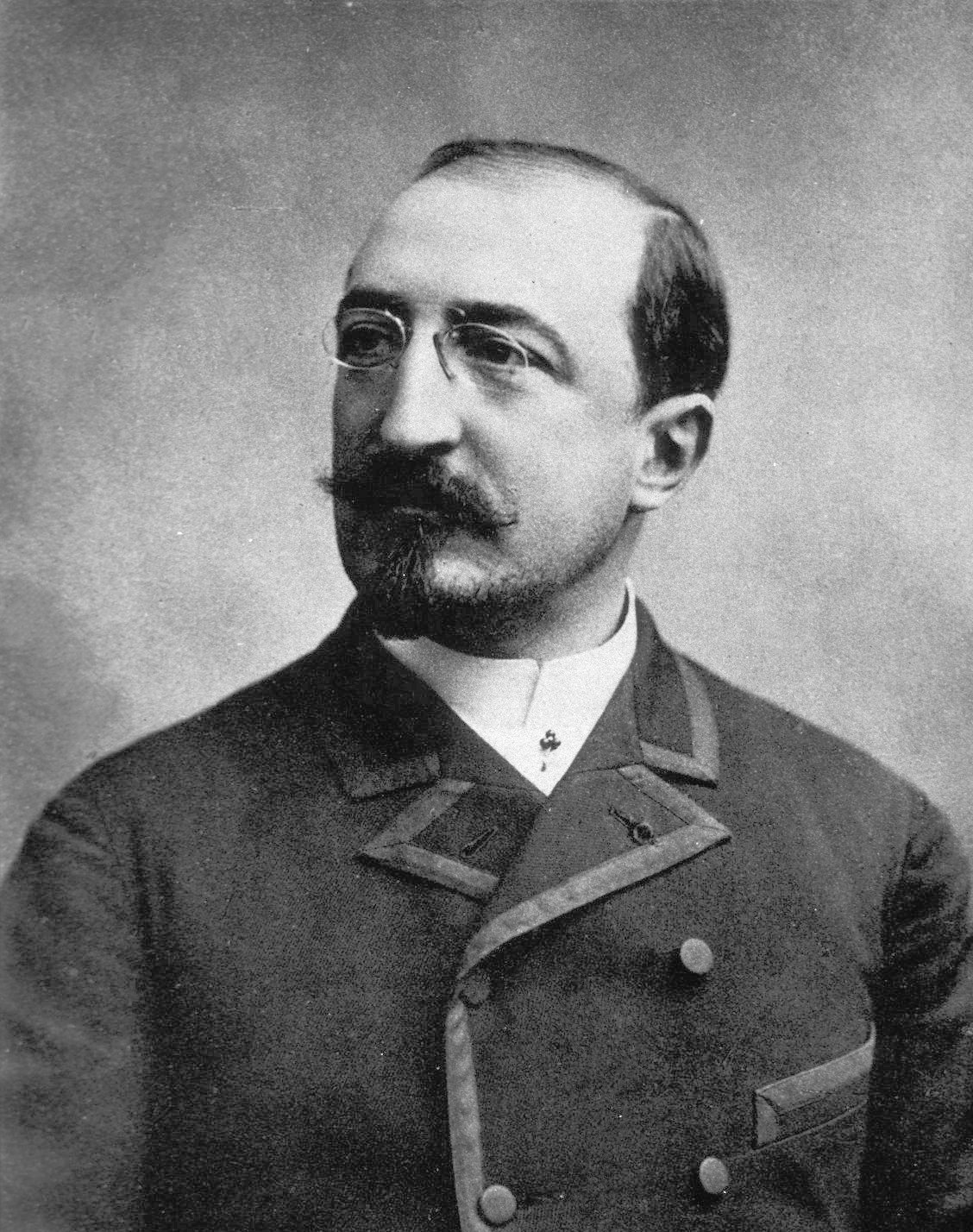

André Chantemesse (* 23. Oktober 1851 in Le Puy-en-Velay; † 25. Februar 1919) war ein französischer Bakteriologe. Zusammen mit Kruse, Shiga und Celli beschrieb er den Erreger der bakteriellen Ruhr, die Gattung Shigella, erstmals.

## Leben
Nachdem Chantemesse' Vater 1876 gestorben war, konnte er ein Medizinstudium aufnehmen. 1884 wurde ihm das Doktorat für eine ausgezeichnete Arbeit über die tuberkulöse Meningitis verliehen (Étude sur la méningite tuberculeuse de l'adulte : les formes anormales en particulier). 1885 reist er für ein Jahr nach Berlin, um bei Robert Koch zu hospitieren.
Daraufhin wurde Chantemesse Schüler bei Victor André Cornil. 1897 wurde er zum Professor für experimentelle und vergleichende Pathologie an die Pariser Medizinische Fakultät ernannt.
Zusammen mit Georges-Fernand Widal studierte er anschließend die Typhusseuche und entwickelte 1888 einen experimentellen Impfstoff. Zusammen mit Widal beschrieb Chantemesse im selben Jahr den Dysenterie-Erreger, konnte ihn jedoch nicht mit der Krankheit in Verbindung bringen. Zwischen den Entdeckern entwickelte sich ein Prioritätsstreit, da allein Shiga mithilfe der Agglutination die Spezifität des Erregers bewiesen hatte.
Auf eine Bitte des Sultans Abdülhamid II. schickte ihn Louis Pasteur 1893 zur Untersuchung der Cholera-Epidemie nach Istanbul. Chantemesse belebte die seit 1870 suspendierte Medizinfakultät Hadaypaşa neu.
Im Jahr 1901 nahm ihn die Académie de médecine in ihre Reihen auf.
Kurz vor seinem Tod im Mai 1911 konsultierte Gustav Mahler Chantemesse, der ihm jedoch nicht mehr helfen konnte.